# Valentina Igoshina
Valentina Igoshina (nascida no dia 4 de novembro de 1978, em Bryansk, Oblast de Bryansk, Rússia) é uma pianista clássica russa.

## Biografia
Valentina Igoshina começou a estudar piano com sua mãe, e teve suas primeiras lições em casa aos quatro anos. Aos 12, ingressou na Escola Central de Música de Moscou e e tornou-se aluna de Sergei Dorensky e Larissa Dedova, no Conservatório de Moscou.
Igoshina também atuou como professora de piano no Conservatório Peter Tchaikovsky em Moscou. Entre recitais e concertos, divide seu tempo entre Moscou e Paris.

## Realizações profissionais
Em 1993, aos 14 anos, ela ganhou o primeiro lugar na Competição de Piano Artur Rubinstein em Bydgoszcz, Polônia. Em 1997, aos 18, ganhou o primeiro lugar e um prêmio especial na famosa Competição Internacional Rachmaninov de Piano em Moscou. Assim, Igoshina ganhara duas competições notáveis ainda enquanto adolescente.
Desde então, Igoshina tem competido mundialmente, incluindo:
- Segundo lugar na Competição Internacional de Piano de Atlanta, Georgia (2002).[6]
- Primeiro lugar no Concorso Pianistico Internazionale “Premio Guiliano Pecar”, Itália (2002).[5]
- Laureate (finalista) na Competição Queen Elisabeth em Bruxelas (2003).[7]
- Segundo lugar na Competição Internacional de Piano Jose Iturbi, Espanha(2006).[8]

Igoshina é considerada uma das mais marcantes pianistas clássicas da modernidade, tendo sido aclamada por sua participação na Orquestra de Macau, em 4 de junho de 2009. Ela também aparece na lista de “Grandes Pianistas Femininas” em forte-piano-pianissimo.com.

## Aparições em festivais e orquestras
Igoshina tem sido convidada a tocar com muitas orquestras notáveis, entre elas a Orquestra Royal Concertgebouw em Amsterdã com Markus Stenz na condução; a Orquestra Sinfônica BBC Scottish em Aberdeen com Alexander Titov na condução; em múltiplas ocasiões com The Hallé em Manchester, Reino Unido com Sir Mark Elder na condução; a Orquestra Sinfônica na Austrália com Markus Stenz na condução; a Orquestra Sinfônica de Barcelona com Josep Caballe-Domenech na condução; em múltiplas ocasiões com a Orquestra Filarmônica de Santiago no Chile, com Jan Latham-Koenig na condução; a Filarmônica de Londres com Carl Davis na condução; a Orquestra de Macau em Macau, China com Lu Jia na condução; a Orquestra Filarmônica de Varsóvia com Antoni Wit na condução; e em múltiplas ocasiões com a Filarmônica Real de Galicia, com Antoni Ros-Marba na condução. Ela trabalhou, em ambas Rússia e Itália, com Alexander Vedernikov. Igoshina também se apresentou em orquestras em Cracóvia, Polônia; Brandenburg, Alemanha; São Paulo, Brasil; Gnansk, Rússia; Sofia, Bulgária; Budapeste, Hungria; e em muitos outros locais.
Ela também participou de numerosos recitais e festivais de música; alguns estão listados a seguir:
- Tonhalle, Zurique.[7]
- La Società dei Concerti, Milão.[7]
- Festival Ravello, Itália.[7]
- Festival Duszniki Zdroj de Chopin, Polônia.[7]
- Festival Belem, Lisboa.[7]
- Radio France-Montpellier, França.
- Festival La Roque-d'Anthéron(múltiplas ocasiões), Provença, França.[7]
- Harrod's International Piano Series, Queen Elizabeth Hall, Londres.[7]
- Styriarte Festival, Graz, Áustria.[7]
- Festival Povoa de Varzim, Portugal.[7]
- Associação Musique au Pays de George Sand, (múltiplas ocasiões) Nohant, França.
- Festival des Nuits Musicales d'Uzes, d'Uzes, França.
- Festival de Verão Ohrid, Macedônia.
- Theatre l'Athenee Louis-Jouvet, Paris.
- Festival Piano en Valois, Angoulême, França.
- Cercle de l'Union interalliee, Paris.
- Theatre du Chatelet, Paris (setembro de 2011)
- Cloitre des Jacobins, Toulouse.

## Gravações
Igoshina fez gravações ao vivo na BBC Radio 3, ABC CLassic FM, BBC Scotland, assim como as trilhas sonoras dos filmes de Tony Palmer The Harvest of Sorrow ("a colheita da tristeza"), com a colaboração de Valery Gergiev, Sir John Gielgud e Mikhail Pietnev e The Strange Case of Delphina Potocka ("o estranho caso de Delphina Potocka").
Em 2006, a Warner Classics International produziu um álbum intitulado Valentina Igoshina, no qual a pianista toca peças de Modest Mussorgsky e Robert Schumann. Estão Inclusos no álbum Quadros de uma Exposição, de Mussorgsky e Carnaval, de Schumann.
Em 2008, Igoshina gravou uma obra definitiva das valsas de Frédéric Chopin. O álbum de nome Chopin: Complete Waltzes ("Chopin: Valsas Completas") foi escolhido pela "Classic Magazine" como o "Disco do Mês" de novembro. Ele foi produzido pela Lontano Music e distribuído pela Warner Classics International
Em outubro de 2010, Valentina Igoshina gravou Primeiro e Segundo Concertos para Piano de Dmitri Shostakovich com a alemã Kammerakademie Neuss-am-Rhein (próxima a Düsseldorf), e é distribuído pela Warner Classics International. Também em 2010, ela apareçeu em uma outra produção de Tony Palmer, intitulada Valentina Igoshina Plays Chopin (Valentina Igoshina toca Chopin).
Muitas das performances de Ogoshina podem ser visualizadas no YouTube, inclusive Fantaisie-Impromptu, de Chopin e Liebestraum, de Liszt.